# Maurice Bouvet (psychanalyste)
Pour les articles homonymes, voir Maurice Bouvet et Bouvet.
Maurice Bouvet, né le 14 août 1911 à Eu (Seine-Maritime) et décédé à Paris le 5 mai 1960, est un psychiatre et un psychanalyste français.

## Biographie

### Formation
Fils d'un ancien élève de l'École polytechnique, Maurice Bouvet fait ses études classiques à Clermont-Ferrand et y réalise ses études de médecine, jusqu'à l'externat. Il fait ensuite son internat à Paris, puis est chef de clinique dans le service du professeur Maxime Laignel-Lavastine, tout en se formant également en psychopathologie. Il devient psychiatre des hôpitaux psychiatriques dans l'Oise. Durant ces mêmes années, il fait une psychanalyse avec Georges Parcheminey puis des contrôles avec Sacha Nacht et John Leuba. Maurice Bouvet devient adhérent en 1946 de la Société psychanalytique de Paris, puis titulaire en 1948. Au moment de la scission au sein de la SPP de 1953, il choisit de rester dans la Société. Souffrant d'une maladie hypertensive, il est mort jeune, sans enfants, à un moment où son enseignement oral était une référence pour de nombreux jeunes analystes.

### Recherches
Maurice Bouvet est connu pour ses écrits sur la relation d'objet, sur le transfert. Ses articles et plusieurs de ses cours ont été réunis par Michel de M'Uzan dans deux ouvrages posthumes, La Relation d’objet. Névrose obsessionnelle, dépersonnalisation (1967) et Résistances, Transferts. Écrits didactiques (1968). Il a notamment été l'analyste d'André Green, de Michel de M'Uzan, de François Perrier.

## Le prix Maurice-Bouvet
Son influence sur la psychanalyse et sa disparition précoce ont amené la Société psychanalytique de Paris, à l'instigation de Pierre Marty et Michel Fain, à créer en 1963 le prix Maurice Bouvet destiné, soit à récompenser un jeune psychanalyste francophone pour un article clinique publié dans l’année, soit à célébrer l’œuvre d’un psychanalyste. Ainsi, sont notamment récompensés au long des années, entre autres : Jean Kestemberg, Janine Chasseguet-Smirgel, Maria Török, Joyce McDougall ou encore Jean Guillaumin.

## Publications
- La Relation d'objet. Névrose obsessionnelle, dépersonnalisation, t. 1, Payot, 1967.
- Résistances, Transfert, Écrits didactiques, in Œuvres psychanalytiques, t. 2, Payot, 1968.
- La cure psychanalytique classique, coll. « Le fil rouge », PUF, 2007  (ISBN 2130550851).